# Андреев, Алексей Петрович (политик)
Алексе́й Петро́вич Андре́ев (род. 17 февраля 1958 года, село Архангеловка Оренбургского района Оренбургской области) — российский государственный деятель, кандидат исторических наук, депутат Государственной Думы Федерального Собрания РФ второго созыва (1995—2000). Ректор Пермского аграрно-технологического университета (с 2023, исполнял обязанности ректора с 2018).

## Биография
Родился в небогатой крестьянской семье. В 1983 году окончил историко-филологический факультет Университета дружбы народов им. Патриса Лумумбы по специальностям «историк, преподаватель истории» и «переводчик с французского языка» (научный руководитель — профессор В. Г. Джангирян).
В 1983—1987 годах обучался в аспирантуре, защитил кандидатскую диссертацию «Критика буржуазной историографии сотрудничества СССР с освободившимися странами Африки».
По окончании учёбы работал преподавателем и на административных должностях: преподаватель; доцент; зав. кафедрой политологии Кубанского государственного университета в городе Краснодаре; декан факультета политологии и права Института управления при КубГУ (1987—1995); депутат Государственной Думы Федерального Собрания РФ (фракция НДР); зам. председателя Комитета по международным делам, Член Счетной комиссии ГД (1995—2000); главный эксперт, представитель Сберегательного банка России в Государственной Думе и Совете Федерации (2000—2007); советник Председателя Правления АКБ «Московский залоговый банк» (с 2008 г.).
В 2003 выдвигался на выборах в Госдуму от ПВР-РПЖ по Апшеронскому округу. На выборах в Госдуму 2007 года выдвигался от партии Гражданская сила.
В апреле 2009 года был назначен Главным федеральным инспектором по Пермскому краю.
Оставив в 2012 году должность инспектора, устроился на работу помощником депутата Государственной думы Российской Федерации VI созыва Марселя Галимарданова.
В разное время работал в общественных организациях: член Президиума Высшего Совета Всероссийского общественно-политического движения «Наш дом — Россия»; зам. председателя фракции «Наш дом — Россия» в Государственной Думе; член ЦИК Общероссийской Политической общественной организации — Партии «Единство»; председатель Исполкома Всероссийской политической партии «Гражданская сила», советник Главы Администрации Краснодарского края;
Автор около 80 научных, учебных и публицистических произведений.
Женат. Имеет пять детей — три дочери и два сына.
С 2021 года избран депутатом Законодательного собрания Пермского края по одномандатному избирательному округу № 7 (часть Орджоникидзевского района Перми), член фракции «Единая Россия».

## Санкции
6 марта 2022 года после вторжения России на Украину подписал письмо в поддержу российской агрессии. С 9 июня 2022 года находится под персональными санкциями Украины за поддержку войны. Также был внесён ФБК в список коррупционеров и разжигателей войны за поддержку нападения на Украину, 16 марта 2022 года форумом свободной России внесён в санкционный «Список Путина» с предложением введения против него международных санкций.

## Награды
- Медаль «В память 850-летия Москвы».